# Man of the Year
Denna artikel handlar om långfilmen Man of the Year från 2006, för långfilmen från 1995 se Man of the Year (film, 1995).
Man of the Year är en amerikansk långfilm från 2006 i regi av Barry Levinson. Huvudrollen spelas av Robin Williams.

## Handling
Den satiriske komikern Tom Dobbs ställer upp i USA:s presidentval efter att en åskådare frågat honom om han tänker göra det, och följaktligen bestämmer han sig för att göra det. Hela hans kampanj går bra genom att använda sin komik och han vinner valet. Under valet med den nya valsystemets datorsystem utvecklad av företaget Delacroy misstänker en av företagets anställda, Eleanor Green, att Tom Dobbs inte vann valet.

## Rollista (i urval)
- Robin Williams - Tom Dobbs
- Christopher Walken - Jack Menken
- Laura Linney - Eleanor Green
- Lewis Black - Eddie Langston
- Jeff Goldblum - Stewart
- David Alpay - Danny
- Faith Daniels - Moderator
- Tina Fey - Som sig själv
- Amy Poehler - Som sig sälv
- Chris Matthews - Som sig själv
- James Carville -  Som sig själv
- Rick Roberts - James Hemmings
- Karen Hines - Alison McAndrews
- Linda Kash - Jenny Adams

## Om filmen
Man of the Year är inspelad i Toronto, Hamilton, Ontario, Kanada och i vissa delar av Washington D.C.